# Baryconus perplexus
Baryconus perplexus är en stekelart som först beskrevs av Jean-Jacques Kieffer 1916.  Baryconus perplexus ingår i släktet Baryconus och familjen Scelionidae. Inga underarter finns listade.